# Millston
Millston – miasto w Stanach Zjednoczonych, w stanie Wisconsin, w hrabstwie Jackson.